# Megastigmus brevivalvus
Megastigmus brevivalvus är en stekelart som först beskrevs av Girault 1926.  Megastigmus brevivalvus ingår i släktet Megastigmus och familjen gallglanssteklar. Inga underarter finns listade i Catalogue of Life.